# Будинок (фільм, 1977)
«Буди́нок» (яп. ハ ウ ス) — комедійний фільм жахів 1977 року, кінодебют японського режисера Нобухіко Обаяші, знятий кінокомпанією Toho. Фільм був натхненний страхами доньки режисера та має психоделічну атмосферу з поєднанням натуральних зйомок та монтажних спецефектів. «Будинок» не був помічений в Японії при виході, проте в 2009 році був заново відкритий для західних глядачів як віха розвитку японського кінематографу.
Фільм зображає подорож сімох дівчат до тітки однієї з них під час літніх канікул. Після того як тітка приймає їх у своєму будинку, там починаються надприродні події. Одна за одною гості чудернацьким чином стають жертвами будинку.

## Сюжет
У школярки на прізвисько Чудесна починаються канікули. Перед подорожжю батько знайомить її з майбутньою мачухою Рьоко. Дівчина ображається, що той знайшов іншу жінку, та відмовляється від подорожі. Вона пише листа тітці з проханням погостювати в її будинку, де жила мати. Подорож однокласниць — Кунгфу, Професорки, Фантазії, Мелодії, Солодкої та Мак, несподівано зривається і Чудесна пропонує поїхати з нею. Тітка погоджується і дівчата вирушають до неї. Рьоко вирішує поїхати слідом та повернути Чудесну.
Перед від'їздом Чудесна губить свого білого кота, котрого несподівано знаходить в потязі. Дорогою Чудесна розповідає подругам про тітку, наречений якої загинув на війні, та яка живе сама у величезному маєтку. Біля будинку їм зустрічається кумедний продавець кавунів, який каже услід, що назад дівчата не повернуться. Брама маєтку таємничим чином відчиняється перед котом (за повір'ям, коти здатні відчиняти зачинені двері, але тільки баканеко — зачиняти). Тітка радо зустрічає гостей та дозволяє робити що заманеться. З люстри падає кришталева прикраса та вбиває ящірку, що заповзла в будинок, але цей дивний випадок тільки смішить дівчат.
Після вечері Мак іде за кавуном і зникає. Фантазія вирушає на пошуки і знаходить кавун, який перетворюється на літаючу голову Мак. Налякана Фантазія розповідає про це і решта дівчат вирушають перевірити. Вони знаходять звичайний кавун, думаючи, що голова привиділась Фантазії. На загальний подив виявляється, що тітка, котра досі була в інвалідному візку, може ходити. До того ж, коли вона їсть кавун, з її рота визирає око Мак. Невдовзі гості стикаються з новими таємничими подіями. Солодка шукає постіль та зустрічає рухому ляльку, волосся Чудесної починає самовільно рухатись, Кунгфу атакують літаючі дрова. В міру того, як дівчата лякаються, тітка дедалі видужує. Вона радісно танцює та умиротворено поїдає частини тіла Мак, поки ніхто не бачить.
Чудесна знаходить прикраси матері й косметику та коли бере їх, її відображення в дзеркалі починає жити самостійно. На Солодку нападають матраци і вона зникає, Фантазія розповідає про це, та їй не вірять. Мелодія стверджує, що її вкусило піаніно, котре невдовзі відкушує їй пальці та зжирає. Пальці при цьому продовжують літати й грати. Чудесна хоче викликати поліцію, а коли в телефоні чуються крики про допомогу, йде до відділку. Решта намагаються піти за нею, але двері та віконниці по всьому будинку самі собою зачиняються. Професорка припускає, що тут задіяно якийсь прихований механізм, зроблений тіткою. Шукаючи тітку, дівчата знаходять заспиртовану руку Мак. Солодку перемелює шестернями годинник, а Чудесна блукає маєтком, як привид (юрей).
Лишаються тільки Кунфу, Професорка та Фантазія. Вони вирішують триматись разом і забарикадуватись. Професорка знаходить щоденник тітки, де та пише, що досі чекає нареченого. Читання перериває привид Чудесної зі словами, що тітка давно померла, проте існує як заздрісна примара. Якщо в будинку опиняються неодружені дівчата, примара вбиває їх. Навколо починають літати предмети, Кунгфу відбивається від них і починає двобій з примарою. Професорка радить знищити зображення кота-баканеко і у такий спосіб закрити потойбічний світ. Кунгфу, попри те, що її розкриває люстрою навпіл, ламає його і примара гине, заливаючи все кров'ю. Професорка тоне в крові, а Фантазія допливає до сходів, де зустрічає привид Чудесної та, знесилена, засинає біля неї.
Зранку Рьоко приїжджає до маєтку, де її зустрічає Чудесна. Та каже, що її подруги ще сплять і будуть голодні. Чудесна вмить спалює Рьоко та каже, що та людина, яку любить інша, завжди житиме в її серці.

## Персонажі
- Чудесна (Кіміко Ікеґамі) — головна героїня, ображена на батька за те, що той «забув» померлу дружину та знайшов собі іншу жінку. Чудесна доволі егоїстична та переймається своєю красою. Взявши материні прикраси та косметику, перетворюється на привида.
- Кунгфу (Мікі Джімбо) — смілива фізично розвинена дівчина, майстриня кунгфу. Вона не боїться містики, що відбувається в будинку та повсякчас намагається повихвалятися своїми вміннями. В фіналі саме вона завдає вирішального удару проклятому будинку та його хазяйці, попри загибель за мить до того.
- Професорка (Аі Мацубара) — стримана ерудитка, носить окуляри. Хоча вважається найрозумнішою з групи, не користується своїми знаннями. Гине, впавши в кров, яка затопила будинок, і розчиняється в ній.
- Фантазія (Куміко Оба) — мрійлива та незграбна, в її розповіді не вірять, навіть коли вони правдиві. Вона стає останньою жертвою, заснувши на руках привида Чудесної.
- Мак (Міеко Сато) — імовірно отримала прізвисько від «Біг-Мак» або «живіт» (stomach). Весела та нестримана в бажаннях поїсти. Її таємничим чином розчленовує, Фантазія потім знаходить її літаючу голову, а подруги виявляють заспиртовану руку.
- Мелодія (Еріко Танака) — пустотлива дівчина, що вміє грати на піаніно, проте лише за нотами. Подруги не раз просять її щось зіграти. Її зжирає та розриває на частини піаніно, після чого частини тіла продовжують жити поокремо.
- Солодка (Масайо Міяко) — надміру допитлива, її завалює матрацами, серед яких подруги потім знаходять ляльку, думаючи, що Солодка перетворилась на неї. Пізніше виявляється розмелена годинниковим механізмом.
- Тітка (Йоко Мінаміда) — родичка Чудесної, що не дочекалась з війни свого нареченого. Після смерті стала примарою (юрей), що із заздрощів убиває неодружених дівчат, які потрапляють до її будинку. На початку з'являється як жінка в інвалідному візку, але з кожною жертвою стає здоровіша й сильніша. Весь маєток перебуває у її владі, проте має вразливе місце — малюнок білого кота.
- Кейсуке Тоґо (Кійохіко Озакі) — вчитель, який пообіцяв приєднатись до дівчат, але запізнюється, регулярно потрапляючи в кумедні ситуації.
- Батько (Сахо Сасазава) — батько Чудесної, вважає, що розпестив дочку, але не зупиняє її в подорожі до тітки.
- Рьоко Ема (Харуко Ванібуті) — мачуха Чудесної, модниця, що вирушає повернути дівчину батькові.

## Оцінки й відгуки
Після виходу в Японії фільм не став вельми відомим, а рецензії критиків були переважно негативним. Проте Нобухіко Обаяші в 1977 році отримав премію «Блакитна стрічка» як найкращий режисер-початківець. У Північній Америці фільм став широко відомий з 2009 року і здобув неабияку популярність.
Згідно рецензії «Eye For Film», «Щоб розібратися з усім тим, що відбувається, потрібно усвідомити, що багато жахів, з якими стикаються дівчата, випливають з уяви 11-річної тоді дочки режисера Нобухіко Обаяші. Багато в чому розкривається дитяча логіка… і Обаяші мудро уникає будь-якої спроби передати це реалістично. Це гіперреально, і з кожним моментом стає все абсурднішим. Те, що могло фігурувати як звичайний японський будинок з привидами, зображається як дискотека, де тітка танцює в повітрі як Мері Поппінс — людоїдка… Це жорстоко, дурнувато, часом в чудернацьких поєднаннях, і все ж володіє казковою невинністю. Якщо ви дивитесь це під правильним настроєм, вам, напевне, не знадобляться й наркотики».
У рецензії «Alternate Ending» писалося, що «Це не просто розкішний сюрреалістичний фільм, він часто потішний. Почасти через випадковість цього всього, де кожен візуальний трюк Обаяші витягує настільки дивацько, що неможливо не хихикати; почасти через вивірений зв'язок комічно підкреслених мотивів візуалу та аудіо…; почасти через речі, настільки відверто абсурдні, що в самій своїй задумці вони істеричні».
«New York Post» описали фільм як «Моторошну казку, що поєднується з бойовими мистецтвами, слоу-моушн, чорно-білими флешбеками — навіть невеличким підгляданням під спідницю. Демонічна біла кішка та людоїдне піаніно додають гостроти».